# Charles Thomas Maillard de Tournon
Pour les articles homonymes, voir Charles Maillard et Maillard.
Charles Thomas Maillard de Tournon, né le 21 décembre 1668 à Turin, au Piémont (ou Rumilly), alors dans le duché de Savoie et mort le 8 juin 1710 à Macao, est un cardinal italien du XVIIIe siècle. 

## Biographie
Charles Thomas Maillard de Tournon est né le 21 décembre 1668 très probablement à Turin, situé dans le Piémont, peut être à Rumilly, en Genevois. Issu d'une ancienne famille noble de Rumilly, en Savoie, son père est appelé à la cour du duc, à Turin, pour devenir ministre d'État ainsi que gouverneur du comté de Nice.
Charles Thomas Maillard de Tournon est nommé patriarche latin d'Antioche en 1701. L'année suivante, il est nommé visiteur apostolique avec légat a latere chargé de promouvoir la foi catholique en Chine et aux Indes orientales. Après des disputes avec l'empereur de Chine Kangxi sur la relation entre le christianisme et les rites chinois, il est exilé et remis aux Portugais à Macao.
Le pape Clément XI le crée cardinal lors du consistoire du 1er août 1707. Sa dépouille sera ramenée en Europe par Charles Antoine Mezzabarba, patriarche d'Alexandrie, en 1723.
Thomas Maillard de Tournon avait été à Rome un des premiers membres de l’Académie d'Arcadie, sous le nom d’Erasmus Idalius, et Crescimbeni y prononça son oraison funèbre (voy. Vite degli Arcadi illustri, t. 3, p. 1, et Notizie istor. degli Arcadi morti, t. 2, p. 100).

### Sources et bibliographie
- René Cerveau, Nécrologe des plus célèbres défenseurs et confesseurs de la vérité au 18e siècle contenant les principales circonstances de la vie et de la mort des personnes de l'un et de l'autre sexe, qui ont été recommandables par leur piété, leur science et attachement à la vérité, et surtout par les persécutions qu'elles ont essuyées au sujet du formulaire, et de la part des Jésuites, sans éditeur, 1760, partie 1, p. 21-23
- Notice « Maillard de Tournon, Charles Thomas (1668-1710) » sur le site fiu.edu